# Pegomya steini
Pegomya steini är en tvåvingeart som först beskrevs av Friedrich Georg Hendel 1925.  Pegomya steini ingår i släktet Pegomya och familjen blomsterflugor. Arten är reproducerande i Sverige. Inga underarter finns listade i Catalogue of Life.